# Aeroportul Archerfield
Aeroportul Archerfield (IATA: ACF, ICAO: YBAF) este un aeroport din Queensland, Australia ce deservește zona Brisbane.
Situat la o altitudine de 19 m, aeroportul dispune de 4 piste.

## Infrastructură

### Piste
Aeroportul dispune de 4 piste: 
- pista 10R/28L din asfalt
- pista 10L/28R din asfalt
- pista 04L/22R
- pista 04R/22L